# 扬·埃里克松 (足球运动员)
扬·埃里克松（瑞典語：Jan Eriksson，1967年8月24日—），瑞典前男子足球运动员，场上位置是后卫。他曾代表瑞典国家队参加1990年国际足联世界杯和1992年欧洲足球锦标赛。